# Komposter

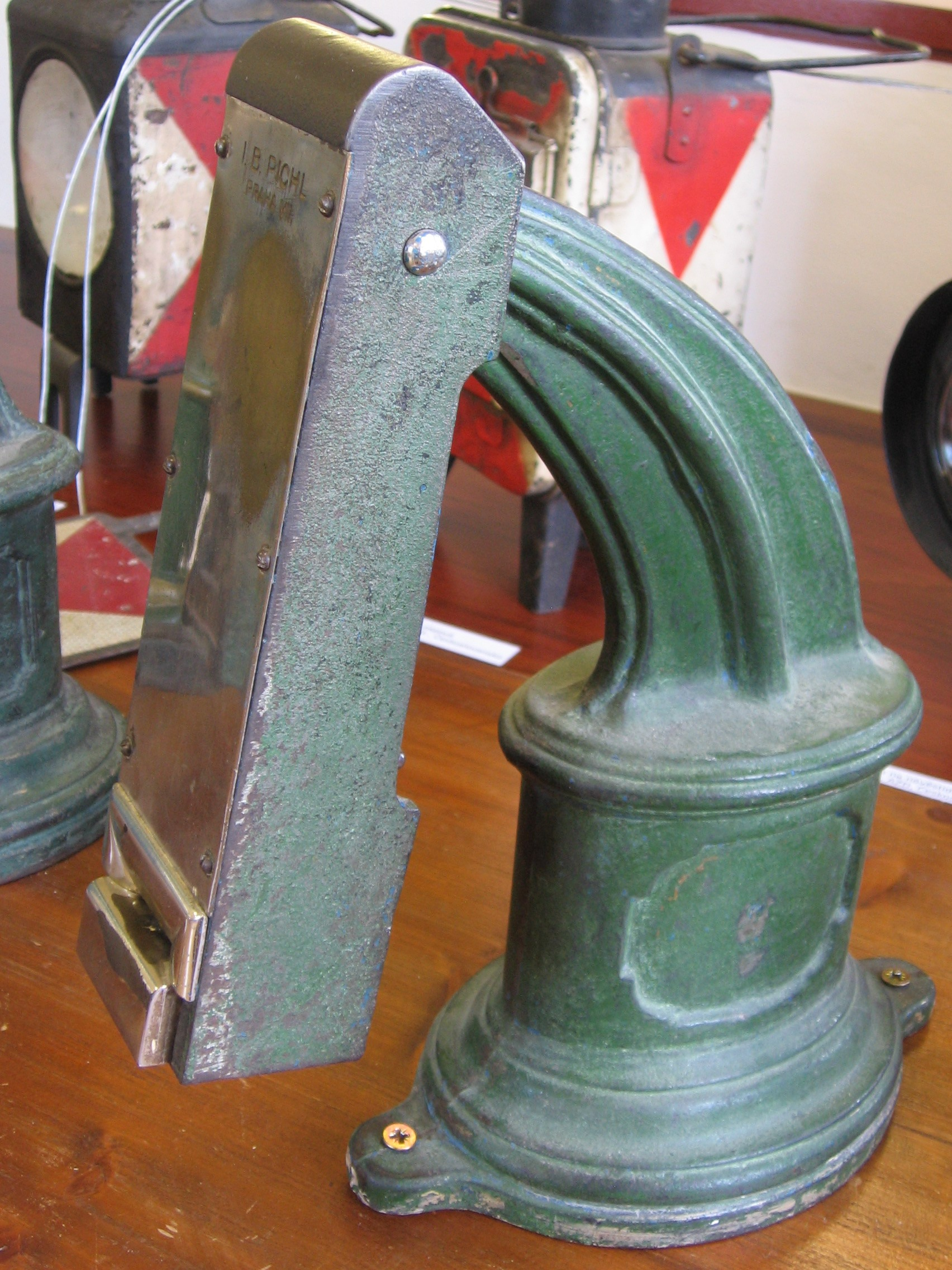
Komposter ČSD

Komposter – urządzenie mechaniczne służące do wytłaczania daty sprzedania na kartonikowych biletach kolejowych (nazywanych również od nazwiska wynalazcy biletami Edmondsona). W zależności od obowiązujących w danym zarządzie kolei przepisów, bilet był ważny przez określony czas od oznaczonej daty sprzedaży – przykładowo według przepisów PKP okres ważności biletów wynosi:
- do 100 km w relacji „tam” oraz „tam i z powrotem” – 1 dzień,
- od 101 do 1000 km w relacji „tam” – 2 dni,
- od 101 do 1000 km w relacji „tam i z powrotem” – 4 dni.

Podróż powinna być ukończona do godz. 24:00 ostatniego dnia ważności biletu.
Zgodnie z obowiązującymi przepisami w relacjach do 100 km obowiązuje wyjazd w oznaczonej na bilecie porze dnia, która zwykle była na bilecie kartonikowym oznaczana albo poprzez odbicie odpowiedniego stempla, albo zaznaczenie wydrukowanego na bilecie pola, natomiast w niektórych Zarządach Kolejowych (np. SNCF) były stosowane kompostery, które oprócz daty wytłaczały również porę dnia.
Od momentu rozpowszechnienia się biletów drukowanych zarówno bilety kartonikowe, jak i komposter, są praktycznie już niestosowane.